# Brad Walker
Brad Walker (Aberdeen, Dél-Dakota, 1981. június 21. –) világbajnok amerikai rúdugró. Egyéni legjobbja 6,04 méter.
Két érme van a szabadtéri világbajnokságról. Ezüstérmes lett a 2005-ös helsinki világbajnokságon. 2007-ben az oszakai tornán szerzett aranyérmével pedig ő lett az első amerikai aki világbajnok lett ebben a számban.
További két érmet jegyez a fedett pályás világbajnokságról. 2006-ban Moszkvában arany-, 2008-ban Valenciában ezüstérmes lett.
A pekingi olimpián a selejtezőben esett ki miután nem teljesített eredményes ugrást.

## Egyéni legjobbjai
Szabadtér
- Rúdugrás – 6,04

Fedett
- Rúdugrás – 5,85